# Karl Rust
Karl Rust (* 19. April 1891 in Röcke, heute Bückeburg; † 19. Juni 1960 auf Wangerooge) war ein deutscher Kommunalpolitiker der FDP und Fabrikant. Von 1959 bis 1960 war er Bürgermeister der Stadt Minden (Westfalen).

## Leben und Beruf
Karl Rust war als Fabrikant für Uniformen in Minden tätig.
Am 19. Juni 1960 ist er während eines Aufenthalts auf der Insel Wangerooge in der Nordsee ertrunken. 

## Politik
Bis zu seinem Tod im Jahr 1960 war Karl Rust für die FDP Mitglied des Rates der Stadt Minden und dort in führenden Ämtern seiner Fraktion tätig.

## Öffentliche Ämter
Vom 9. November 1956 bis 7. August 1959 war Karl Rust stellvertretender Bürgermeister der Stadt Minden. Nach dem Rücktritt von Bürgermeister Albrecht Hattenhauer (CDU) wurde Karl Rust von der Stadtverordnetenversammlung am 7. August 1959 zu dessen Nachfolger gewählt.
| Vorgänger            | Amt                                | Nachfolger   |
| -------------------- | ---------------------------------- | ------------ |
| Albrecht Hattenhauer | Bürgermeister von Minden 1959–1960 | Werner Pohle |

| Personendaten    | Personendaten             |
| ---------------- | ------------------------- |
| NAME             | Rust, Karl                |
| KURZBESCHREIBUNG | deutscher Politiker (FDP) |
| GEBURTSDATUM     | 19. April 1891            |
| GEBURTSORT       | Röcke                     |
| STERBEDATUM      | 19. Juni 1960             |
| STERBEORT        | Wangerooge                |